# میدوی، شهرستان یازو، میسیسیپی
میدوی (به انگلیسی: Midway) یک منطقهٔ مسکونی در ایالات متحده آمریکا است که در شهرستان یازو، میسیسیپی واقع شده‌است. میدوی ۹۸٫۱۵ متر بالاتر از سطح دریا واقع شده‌است.